# ヨハン・ベッヒャー

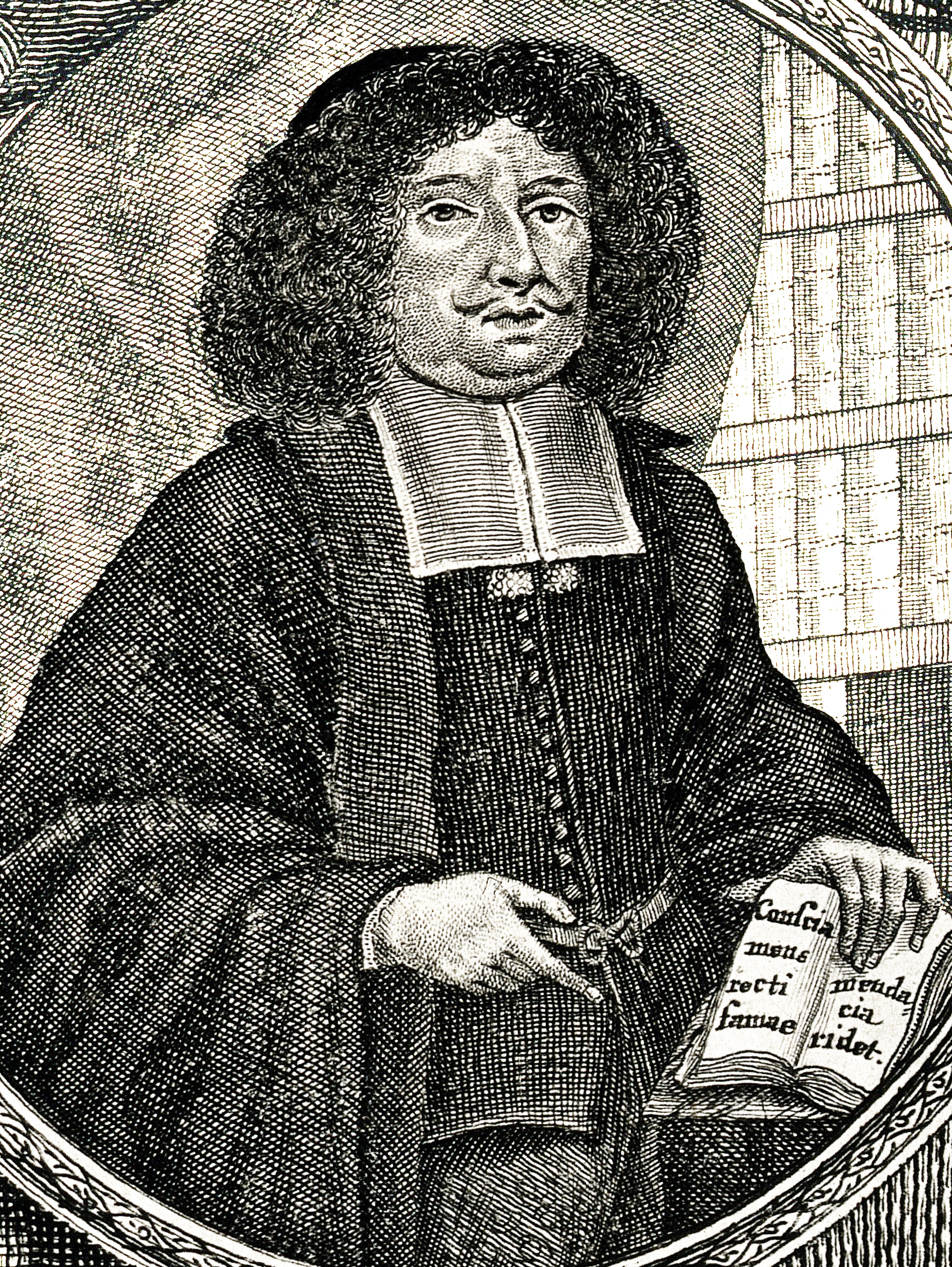
ヨハン・ベッヒャー

ヨハン・ヨアヒム・ベッヒャー（Johann Joachim Becher、1635年5月6日 - 1682年10月）は、ドイツの医師、化学者、錬金術師、官房学者。名をベッシャーとも。
ベッヒャーはドイツのシュパイアーの街で生まれ、父はベッヒャーが13歳のときに死去した。後に残され少年だったベッヒャーは、三十年戦争後の荒廃したドイツで生計を立て、その行く先々で人に自分の技を匠にみせつける能力を会得してゆき、ベッヒャーは1663年までに動物や植物、錬金術に関する数々の本を発表していった。
ベッヒャーはマインツ大学の教授やドイツ宮廷で医師として活躍し、1670年にはバイエルン選帝侯専属の医師にも任命された。ウィーンではドナウ川（英名：ダニューブ川）の砂を金にしようと試みるも失敗し、投獄された。その後、今度はオランダで、海岸の砂を金に変えることができると議会を説得し、錬金術に必要だという名目で銀を要求し、集めた銀を携えてイングランドへと逃げた。
彼はイングランドへ渡った直後に錬金術師としてスコットランドを旅し、その後にコーンウォール地方を1年かけて周った。ベッヒャーは1680年に王立協会に対し、当時クリスティアーン・ホイヘンスが考案した時間の測定に振り子を用いる方法を辞めるよう論文を提示したりした。
1682年の10月にベッヒャーはロンドンで死去した。47歳だった。

## 化学者としての業績
ベッヒャー自身は医師や官房学者より化学者であることを好んでいたようで、「ペルシア王になれと言われたら死を選ぶ」と周囲に公言していた。
自分の著した著書でエタノールと硫酸の混合物を加熱してエチレンの合成に成功したと記している。またあらゆる可燃性物質に「燃える土(terra pinguis)」という元素が含まれており、燃焼とは燃える土が他の元素と分離する反応であると唱えた。これはベッヒャーの死後ドイツ人の医師であったゲオルク・エルンスト・シュタールに受け継がれ、1703年にシュタールはギリシャ語で「火をつける」という意味を持つ「フロギストン phlogiston（燃素）」という名称を与え、以後このベッヒャーの説はフロギストン説と呼ばれるようになり、その後の化学の歴史において大いなる変移をもたらした。

## 官房学者としての業績
ベッヒャーは三十年戦争後の荒廃したドイツ・オーストリアの復興に際してオーストリア政府に改革の提言を行っており、官房学の分野でも活躍している。
彼は共同体を重視し、国家における共同体には、農民・職人・商人からなる生産階級と、官僚・軍人・聖職者・知識人・医師・理髪師・浴場主などを含む共同体の奉仕者たちからなる不生産階級という2種類の階級があるとし、なかでも不生産階級は公共の奉仕者であって、共同体によって報酬が支払われ、その規模は人口に比例する程度に留まらなければならないとした。また全階級は消費の必要性によって互いに結び付けられ、消費が共同体精神を生きた力にする唯一の紐帯であるとも考えていた。
一方でベッヒャーは商業の育成にも関心を持っており、政府の施策を重視していた重商主義者としての側面がある。「共同体の生活を破壊する」外国からの輸入品に対して、彼は国内産業の保護を提唱し、最も有害な状態として、独占（Monopolium）、産業的無政府状態(Polypolium）、高利（Propolium）の3つを挙げている。すなわち独占は過剰な利益を得ることで他の人々の生計を容易に可能とするはずの資源を奪い取り、無制限の営業の自由と産業的諸領域の分裂は人々の生計の維持を妨げて貧困へと追いやり、高利と借金返済の不履行は販売者と購買者の不和を急速に引き起こして共同体の一体性を破壊するとして、これらの望ましくない影響を食い止めるために、ベッヒャーは政府による監督と規制を提唱し、また政府が後援し監督する商事会社の設立を提案した。
さらに彼は最低価格を保証するための、政府の農産物貯蔵という構想を提案し、また経済政策は政府・商人・製造業者の代表、農民の代表者からなる団体評議会によって指揮されるべきものとしていた。
これらの政策に関する彼の諸提言は、オーストリア政府の政策決定にかなりの影響を与え、彼の著作は概してすべての後続のドイツ官房学者たちに、とりわけ彼の義弟フィーリプ・ヴィルヘルム・フォン・ホルニクに影響を及ぼすこととなる。

### 後世の人物からの評価
ヨーゼフ・シュンペーターは、「経済生活の主動因であり、――ベッヒャーによれば――『精髄』である人々の消費支出に基づく分析的図式」の理論的発見がベッヒャーに帰するもので、「ある人の支出は他の人の所得であり、いいかえれば消費者の支出は所得を生み出す」というベッヒャーの観察を「ベッヒャーの原理」と呼んでいた。
またロッシャーによれば、ベッヒャー以前のドイツの経済学者のほとんどが神学者や哲学者ないし法律家であったけれども、その後、自然哲学の学徒ベッヒャーが官房学を衒学から解放し、官房学のより広範な受容を裏付ける実践的性格を付け加えたと評価されている。